# David Cotterill
David Rhys George Best Cotterill (ur. 4 grudnia 1987 w Cardiff) – walijski piłkarz występujący na pozycji napastnika w Birmingham City.